# Adam Marszalik

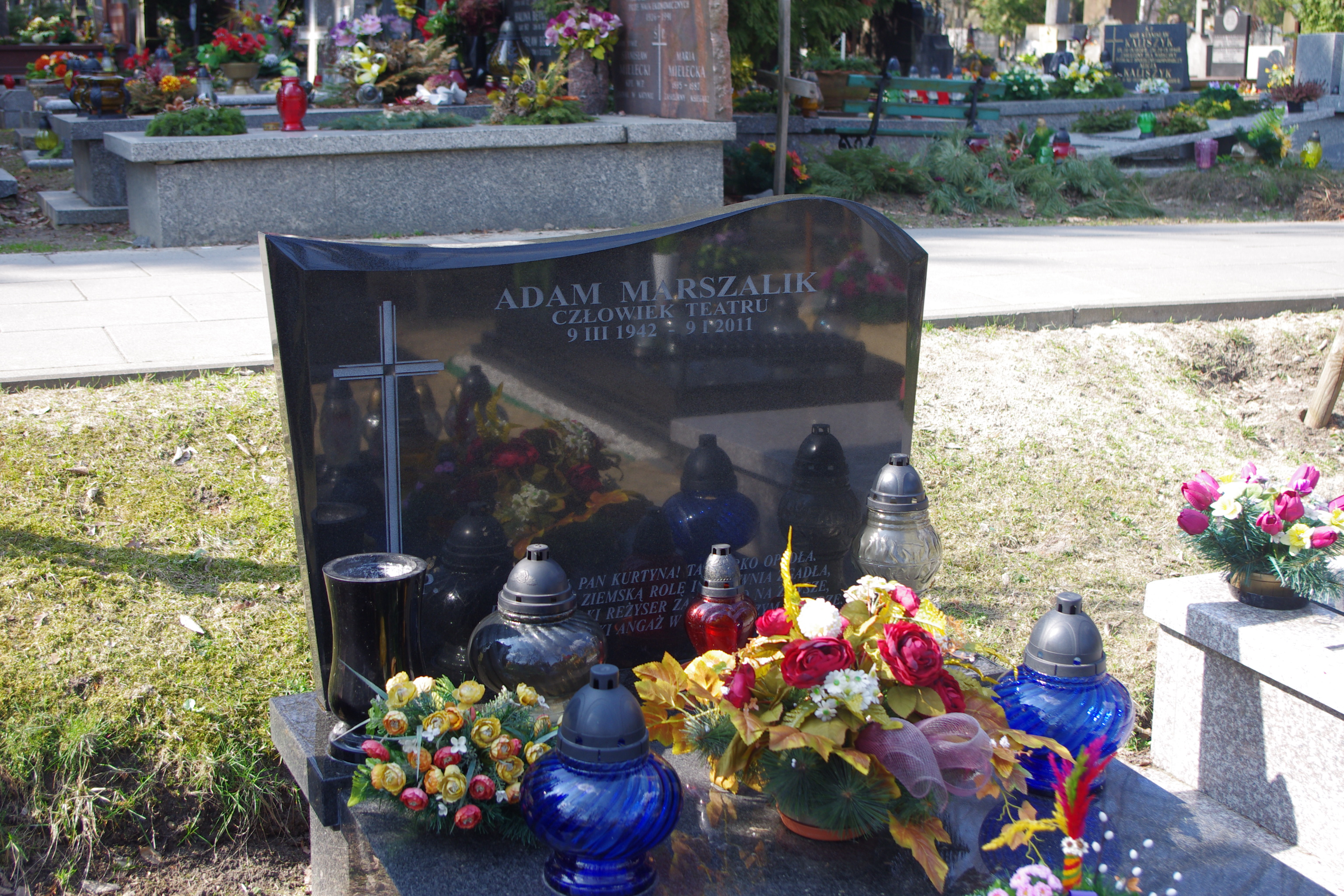
Grób aktora i inspicjenta teatralnego Adama Marszalika na Cmentarzu Wojskowym na Powązkach w Warszawie

Adam Marszalik (ur. 9 marca 1942 w Bieniakonie, zm. 9 stycznia 2011 w Warszawie) – polski aktor, reżyser i inspicjent w Teatrze Rozmaitości w Warszawie. Mąż aktorki Małgorzaty Rożniatowskiej.
W 1976 r. zdał egzamin eksternistyczny dla aktorów dramatu. Poza pracą w teatrze wystąpił również w ponad dziesięciu spektaklach telewizji w latach 1971–2002, a także wcielał w role epizodyczne, w serialach telewizyjnych.
Pochowany na Cmentarzu Wojskowym na Powązkach w Warszawie (kwatera D-1a-7)

## Filmografia
- 1984: Siedem życzeń (odc. 4)
- 1997: Zaklęta − Profesor
- 1997: Historia o proroku Eliaszu z Wierszalina
- 1997: Boża podszewka − sprzedawca z brodą (odc. 10)
- 2000: Twarze i maski − inspicjent (odc. 7 i 8)
- 2000: Cud purymowy − robotnik
- 2002: Złotopolscy − mieszkaniec Dworca Centralnego (odc. 433)